# Pireella husnotiana
Pireella husnotiana är en bladmossart som beskrevs av Jules Cardot 1913. Pireella husnotiana ingår i släktet Pireella och familjen Pterobryaceae. Inga underarter finns listade i Catalogue of Life.